# Міністерство цивільних справ Боснії і Герцеговини
Міністерство цивільних справ Боснії і Герцеговини (босн. і хорв. Ministarstvo civilnih poslova Bosne i Hercegovine, серб. Министарство цивилних послова Босне и Херцеговине) — одне з дев'ятьох міністерств, які складають Раду міністрів Боснії і Герцеговини. Відповідальне за цивільні справи громадян Боснії та Герцеговини. Офіційне місцезнаходження міністерства — у Будинку грецько-боснійської дружби на площі Боснії та Герцеговини в Сараєві.

## Історія
Після закінчення війни в Боснії та Герцеговині 1995 року, перших загальних виборів у цій країні 1996 року та утворення в 1997 році першого післявоєнного уряду запрацювало Міністерство цивільних справ і комунікацій Боснії та Герцеговини, яке очолив член СДП Спасоє Албіянич. 
Після загальних виборів у Боснії і Герцеговині 2002 року та сформування нового уряду з представників Партії демократичної дії, Сербської демократичної партії та Хорватської демократичної співдружності Боснії і Герцеговини, який очолив член ПДД Аднан Терзич, Міністерство цивільних справ і комунікацій Боснії і Герцеговини розділили на Міністерство транспорту і зв'язку Боснії і Герцеговини та Міністерство цивільних справ Боснії і Герцеговини.

## Устрій
Міністерство цивільних справ Боснії і Герцеговини складається з дев'ятьох структурних підрозділів і чотирьох комісій:
- Сектор юридичних, кадрових і загальних справ Боснії і Герцеговини
- Сектор фінансово-матеріальних питань та внутрішньої підтримки Боснії і Герцеговини
- Сектор громадянства та проїзних документів Боснії і Герцеговини
- Сектор праці, зайнятості, соціального захисту та пенсій Боснії і Герцеговини
- Сектор охорони здоров'я Боснії і Герцеговини
- Сектор освіти Боснії і Герцеговини
- Сектор науки і культури Боснії і Герцеговини
- Спортивний сектор Боснії і Герцеговини
- Сектор геодезичних, геологічних і метеорологічних питань Боснії і Герцеговини
- Комісія з розмінування Боснії і Герцеговини
- Державна прикордонна комісія Боснії і Герцеговини
- Комісія з координації питань молоді у Боснії і Герцеговині
- Державна комісія зі співробітництва Боснії і Герцеговини з ЮНЕСКО

## Список міністрів
| Міністр                               | Міністр                               | Партія                                | Вступ на посаду                       | звільнення з посади                   |                                       |
| Міністр цивільних справ і комунікацій | Міністр цивільних справ і комунікацій | Міністр цивільних справ і комунікацій | Міністр цивільних справ і комунікацій | Міністр цивільних справ і комунікацій | Міністр цивільних справ і комунікацій |
| ------------------------------------- | ------------------------------------- | ------------------------------------- | ------------------------------------- | ------------------------------------- | ------------------------------------- |
|                                       | Спасоє Албіянич                       | СДП                                   | 03.01.1997                            | 03.02.1999                            |                                       |
|                                       | Марко Ашанин                          | СНСД                                  | 03.02.1999                            | 22.06.2000                            |                                       |
|                                       | Тихомир Глігорич                      | СП РС                                 | 22.06.2000                            | 22.02.2001                            |                                       |
|                                       | Светозар Михайлович                   | СП РС                                 | 22.02.2001                            | 23.12.2002                            |                                       |
| Міністр цивільних справ               |                                       |                                       |                                       |                                       |                                       |
|                                       | Сафет Халілович                       | ЗБіГ                                  | 23.12.2002                            | 11.01.2007                            |                                       |
|                                       | Средоє Нович                          | СНСД                                  | 11.01.2007                            | 31.03.2015                            |                                       |
|                                       | Аділ Османович                        | ПДД                                   | 31.03.2015                            | 23.12.2019                            |                                       |
|                                       | Анкиця Гуделєвич                      | ХДС БіГ                               | 23.12.2019                            | донині                                |                                       |